# Piper immutatum
Piper immutatum är en pepparväxtart som beskrevs av William Trelease. Piper immutatum ingår i släktet Piper och familjen pepparväxter. Inga underarter finns listade i Catalogue of Life.